# Aleksandr Lenderman
Aleksandr Lenderman est un joueur d'échecs américain né le 23 septembre 1989 à Leningrad. Champion du monde cadets (moins de seize ans) en 2005, il a reçu le titre de grand maître international en 2010.
Au 1er mai 2016, Lenderman est le numéro dix américain avec un classement Elo de 2 614.

## Palmarès
Lenderman a remporté le championnat open de Bavière à Bad Wiessee en 2014 et terminé deuxième ex æquo du championnat d'échecs des États-Unis en 2014. Il a représenté les États-Unis lors du championnat du monde d'échecs par équipe de 2015, remportant la médaille d'or individuelle au deuxième échiquier. La même année (2015), il gagne le World Open d'échecs après un départage contre Rauf Mamedov et finit quatrième du tournoi Millionaire Chess à Las Vegas.

## Une partie
Dans la partie suivante, Lenderman utilise l'arme 14. Cb5 mise au point contre la ligne principale de la défense est-indienne par son coach, Gueorgui Katcheichvili, et qui selon Larry Kaufman « est presque une réfutation » de la ligne principale de cette défense.
Aleksandr Lenderman - Valery Zolotukhin, Moscou, 2011
1. d4 Cf6 2. Cf3 g6 3. c4 Fg7 4. Cc3 d6 5. e4 0-0 6. Fe2 e5 7. 0-0 Cc6 8. d5 Ce7 9. Ce1 Cd7 10. Fe3 f5 11. f3 f4 12. Ff2 g5 13. Tc1 Cg6 14. Cb5! b6! 15. b4 a6 16. Cc3 Cf6  17. c5 Fd7 18. cxd6 cxd6 19. b5 h5 20. bxa6 g4 21. Db3 g3 22. Fxb6 De7 23. Cb5 Ch7 24. Rh1 Tfb8 25. Cc7 Dh4 26. Fg1 Txb3 27. axb3 Ta7 28. b4 Ce7 29. b5 Cc8 30. Ce6 Ff6 31. Cd3 Cg5 32. Tc2 Cxe6 33. dxe6 Fxe6 34. Tfc1 Cb6 35. Tc6 Tg7 36. Txb6 Fh3 37. Ff1 Dg5 38. Tc2 gxh2 39. Fxh2 Fd7 40. a7 Rh7 41. a8=D h4 42. Tb8 1-0.